# Drapeau du New Hampshire
Le drapeau du New Hampshire est le drapeau officiel de l'État américain du New Hampshire. Il se compose du sceau de l'État centré sur un fond bleu. Le drapeau a été adopté en 1909 et changé une fois en 1931, quand le sceau fut modifié. Avant 1909, l'État a été représenté par des drapeaux de régiment.
Le sceau représente la frégate USS Raleigh entouré par une couronne de laurier avec 9 étoiles. Le Raleigh est l'un des 13 bâtiments de guerre financé par le Congrès continental pour la nouvelle marine américaine, construit en 1776, à Portsmouth (New Hampshire).
Ce drapeau a été classé comme l'un des dix plus mauvais drapeaux d'État des États-Unis et provinciaux du Canada ou nations sélectionnées dans un sondage 2001 des membres de la North American Vexillological Association.
Un élu a proposé de remplacer le sceau de l'État au centre du drapeau par le vieil homme de la montagne (construction rocheuse naturelle ressemblant au visage d'un vieil homme vu de profil), pour se souvenir de sa destruction en 2003, mais aucune mesure officielle n'a été prise sur la proposition.